# Corte Superior de Justicia de la Selva Central
La Corte Superior de Justicia de la Selva Central es el tribunal de apelación cuya sede es la ciudad de La Merced, capital de la provincia de Chanchamayo y cuya competencia se extiende a todo el Distrito Judicial de la Selva Central. Fue creada el 18 de octubre del 2017 durante el Gobierno de Pedro Pablo Kuczynski. Está compuesta por un total de 3 salas superiores que conocen en segunda instancia las sentencias expedidas por los juzgados especializados del distrito judicial.

## Historia
La Corte Superior de Justicia de la Selva Central fue creada por Resolución Administrativa N° 307-2017-CE-PJ del 18 de octubre de 2017 separándose del Distrito Judicial de Junín. Sin embargo, recién se instalaría a partir del 1 de enero de 2018.

## Competencia territorial
Según la organización territorial inicial, las Cortes Superiores tenían competencia territorial en el departamento de su sede, el mismo que se correspondía con un determinado Distrito Judicial. Sin embargo, esta división fue modificándose paulatinamente por razones de cercanía comunicativa. En la actualidad la Corte Superior de Justicia de la Selva Central es la excepción de esa regla al tener competencia territorial sólo sobre dos provincias del departamento de Junín (Chanchamayo y Satipo) y una del departamento de Pasco (Oxapampa).

## Composición
La Corte Superior de Justicia de la Selva Central está conformada por 3 salas superiores:
- 1 Sala Mixta con sede en La Merced
- 1 Sala Penal con sede en La Merced
- 1 Sala Penal con sede en Satipo

Cada Sala está conformada por tres jueces superiores que, en el Perú, reciben la denominación de "vocales superiores". La reunión de todos los vocales superiores constituyen la "Sala Plena" que es el máximo órgano deliberativo de la Corte Superior.

## Presidente de la Corte Superior
De conformidad con los artículos 38 y 45 de la Ley Orgánica del Poder Judicial, los vocales eligen un Presidente de la Corte Superior. En el caso de la Selva Central, la elección se realiza el primer jueves del mes de diciembre cada dos años mediante votación secreta de los vocales superiores titulares.
El actual Presidente de la Corte Superior es el doctor Omar Antonio Pimentel Calle.